# Donnellsmithia guatemalensis
Donnellsmithia guatemalensis är en flockblommig växtart som beskrevs av John Merle Coulter och Joseph Nelson Rose. Donnellsmithia guatemalensis ingår i släktet Donnellsmithia och familjen flockblommiga växter. Inga underarter finns listade i Catalogue of Life.